# Trésilley
Trésilley é uma comuna francesa na região administrativa de Borgonha-Franco-Condado, no departamento de Alto Sona. Estende-se por uma área de 11,08 km². Em 2010 a comuna tinha 239 habitantes (densidade: 21,6 hab./km²).